# Thaumasocerus platycerus
Thaumasocerus platycerus är en skalbaggsart som beskrevs av Leon Fairmaire 1871. Thaumasocerus platycerus ingår i släktet Thaumasocerus och familjen långhorningar.
Artens utbredningsområde är Madagaskar. Inga underarter finns listade i Catalogue of Life.